# Érintésvédelem
Az érintésvédelem üzemszerűen feszültség alatt nem álló, de meghibásodás esetén feszültség alá kerülő vezető részek érintéséből származó balesetek elkerülésére szolgáló műszaki intézkedések összessége.

## Áramütés elleni védelem
Az MSZ 172 szabványt a 2364 szabványsorozat váltja fel. MSZ HD 60364-4-41:2007 szabvány, az  MSZ EN 61140-ből átvett, áramütés elleni védelemre vonatkozó két alapvető fogalmat határoz meg: alapvédelem és hibavédelem.

### Alapvédelem
Az alapvédelem (basic protection, korábban "(közvetlen) érintés elleni védelem") az aktív vezetők közvetlen megérintése elleni védelem.
Az áramütéses balesetek egy része úgy következik be, hogy az ember (közvetlenül, vagy szerszámon, segédeszközön keresztül) általában a kezével üzemszerűen feszültség alatt álló (szabványos elnevezéssel: ”aktív”) részt érint, ugyanakkor nem szigetelő talajon áll, vagy más testrészével földpotenciálon lévő fémrészhez ér. Ezt a nemzetközi szabványok „közvetlen érintés”-nek, s az ezek megakadályozására szolgáló intézkedéseket „közvetlen érintés elleni védelem”-nek (újabban „alapvédelem”-nek, vagy „áramütés elleni védelem normál üzemben”-nek) nevezi, a régi magyar szakkifejezéssel említett megoldások valóban az érintést kívánják megakadályozni az aktív részek szigetelésével, burkolatba zárásával vagy megfelelő (érinthető távolságon kívüli) elhelyezésével.

### Hibavédelem
A hibavédelem (''fault protection'', korábban "közvetett érintés elleni védelem", "érintésvédelem") a testzárlatok következtében a test érintésekor fellépő áramütés elleni védelem.
Az áramütéses balesetek nagy része úgy következik be, hogy a balesetes a villamos szerkezet olyan részét (úgynevezett „test”-ét) érinti meg, amely üzemszerűen feszültségmentes, de hiba (testzárlat) következtében feszültség alá kerül. Ezt a nemzetközi szabványok „közvetett érintés”-nek, s az ezek megakadályozására tett intézkedéseket „közvetett érintés elleni védelem”-nek (újabban nagyon nem szerencsés elnevezéssel „hibavédelem”-nek) nevezi. A magyar (és német) szakmai köznyelv ezt továbbra is a korábbi, csaknem százéves elnevezéssel „érintésvédelem”-nek hívja.

## Érintésvédelmi osztályok
- 0. érintésvédelmi osztály: üzemi szigetelésen kívül másmilyen érintésvédelem nincs.
- I. érintésvédelmi osztály: az üzemi szigetelésen kívül járulékos védelem is van, védővezetővel van megoldva, ez a nullázás, vagy védőföldelés (nullavezető, vagy földelő vezeték). Pl. mikrohullámú sütő, mosógép.

Változatok:
- TN-C (T-föld-terra, N-nulla) rendszer: ez esetben az üzemi nullavezető közös a védővezetővel
- TN-S rendszer: az üzemi nullavezető a hálózat teljes hosszában elválasztva a védővezetőtől (elvi jelentőségű, a gyakorlatban egyetlen szolgáltató sem valósítja meg az 5 vezetékes rendszer kiépítését.)
- TN-C-S: az üzemi nullavezető és a védővezető egy szakaszon közös, majd szétválasztásra kerül

- II. érintésvédelmi osztály: kétszeres (kettős), vagy megerősített szigetelésű. Tilos földelni. A berendezésen (vagy leírásában) kettős vonal által határolt négyzet jelöli. Pl. kézi fúrógép, hajszárító.
- III. érintésvédelmi osztály: csak és kizárólag törpefeszültség van benne (általában 24 V fázisfeszültség és 42 V vonali feszültség). Egyfázisú rendszerben a feszültség effektív értéke maximum 50 V lehet. Egyenfeszültség esetén, ha hullámossága nem haladja meg a 10%-ot, legfeljebb 120 V lehet. (Az ú.n. fázishasításos (elektronikus áramszaggatásos) rendszereknél ez általában nem teljesül.) Pl. laptop, mobiltelefon.
  - III. érintésvédelmi osztály A: váltakozó feszültség esetén 50V, egyenfeszültség esetén 120V maximálisan
  - III. érintésvédelmi osztály B: váltakozó feszültség esetén 25V, egyenfeszültség esetén 60V maximálisan
  - III. érintésvédelmi osztály C: váltakozó feszültség esetén 12V, egyenfeszültség esetén 30V maximálisan

## Érintésvédelmi módok
- 0. érintésvédelmi osztály

- elkerítés: az elkerítés a távolságot biztosítja a munkagéptől. Ez esetben a gép önműködő.
- burkolás: a gépet leszigeteljük. Ez esetben a munkagép nem önműködő.
- védő elválasztás: vagy a gép, vagy a kezelője teljesen szigetelt.

- I. érintésvédelmi osztály

- táplálás önműködő lekapcsolása: ha a készülékben a fázisvezető a készülék testén keresztül a védővezetőn keresztül zárja az áramkört, akkor a kismegszakító vagy az áramvédő-kapcsoló leválasztja az áramkört a hálózatról, ehhez védővezető szükséges

- II. érintésvédelmi osztály

- kettős vagy megerősített szigetelés: itt nem szabad védővezetőt használni

- III. érintésvédelmi osztály

- törpefeszültség: váltakozó áram esetén 0-tól 50 V-ig, egyenáram esetén 0-tól 120 V-ig.

A törpefeszültség lehet:
- SELV (Separated): Földeletlen érintésvédelmi törpefeszültség (leválasztó transzformátorral, két vezetővel)
- PELV (Protected): Földelt érintésvédelmi törpefeszültség (leválasztó transzformátorral, két vezető + védővezetővel)
- FELV (Functional): Üzemi törpefeszültség

Az üzemi törpefeszültséget (FELV) nem érintésvédelmi céllal állítják elő, hanem valamilyen elektromos berendezés belső áramköreinek a táplálására. Ez történhet pl. takarékkapcsolású transzformátorral (angolul autotransformer), ahol a primer tekercs szolgál a szekunder tekercsként is, kisebb menetszámnál megcsapolva.

## Egyenpotenciálra hozás
Minden olyan épületet, ahol védővezetős érintésvédelmi módot használnak, egyenpotenciálra hozó hálózattal (EPH) kell kiépíteni, mely szorosan összefügg a belső villámvédelmi rendszerrel. A létesítményekbe beépített nagy kiterjedésű fém alkotó elemeket, csőhálózatokat, földeléseket be kell kötni az EPH rendszerbe. Célja, hogy megakadályozza a veszélyes potenciálkülönbségek kialakulását. A villámok áramának fele az épületen belül halad le, az EPH rendszer megakadályozza az esetleges másodlagos kisüléseket.

## Por és víz behatolása elleni védelem
A berendezéseket védettségi fokozatokba (IP-védettség) sorolják be. Az IP után két szám helyezkedik el, az első a mechanikai védettséget (0-tól 6-ig), míg a második szám a víz elleni védettséget (0-tól 8-ig) határozza meg.
A mechanikai védettségnél a 0 jelölésű gépek mechanikailag egyáltalán nincsenek védve (akár kézzel is hozzá lehet érni a géphez), míg a 6-os jelölésűek teljesen szigeteltek (a por sem hatolhat be). A víz elleni védettségnél a 0 jelölésű gépek egyáltalán nincsenek víz ellen szigetelve (fröcskölés is érheti a gépet), míg a 8-as jelölésűek teljesen szigeteltek (víz nem hatolhat be, pl.: búvárszivattyú).

## Vonatkozó szabványok
- MSZ 172: ez a szabvány az érintésvédelmi szabályzat, amely 1000 V-nál nem nagyobb feszültségű, erősáramú berendezésekre vonatkozik (Az IEC 364, illetve 60634 tartalmával egyezően[8]).

- MSZ 1600: ez a szabvány a létesítési biztonság szabályzata, amely 1000 V-nál nem nagyobb feszültségű, erősáramú berendezésekre vonatkozik. Tartalmazza a létesítésnek a módját, lehetőségeit stb.

Villamos berendezés biztonságtechnikai követelményei: az MSZ 1600-as szabvány a villamos berendezések létesítési módját a helyiség jellege szerint határozza meg:
- száraz helyiség: a páratartalom nem haladja meg a 75%-ot. Ilyen helyiség lehet az iroda, oktatótermek stb.

- poros helyiség: a porszennyeződés a berendezés állagát ronthatja. Ilyen helyiségek lehetnek a cementgyár, homokfúvó stb.

- nedves helyiség: a páratartalom meghaladja a 75%-ot, páralecsapódási veszély áll fenn. Ilyen helyiség lehet: rossz szellőzésű pince, szauna stb.

- maró párás helyiség: a levegő összetételében veszélyes anyagok vannak. Ilyen helyiségek lehetnek az akkumulátortöltő, kémiai labor, stb.

- meleg helyiség: az átlaghőmérséklet 35 °C fölött van. Ilyen helyiség lehet: pékség, kohászat stb.

- szabadtér: szélsőséges helyzetek, lehet száraz, poros, nedves, maró párás és meleg.

Érintésvédelmi osztályok: ezeket megkülönböztethetjük egymástól száraz, poros, nedves, maró párás, meleg és szabadtérire.

## A felülvizsgálatok módja
A felülvizsgálatok módjával és általános szabályaival az MSZ 4851 szabványsorozat foglalkozik:

- MSZ 4851-1:1988 Érintésvédelmi vizsgálati módszerek. Általános szabályok és a védővezető állapotának ellenőrzése.
- MSZ 4851-2:1990 Érintésvédelmi vizsgálati módszerek. A földelési ellenállás és a fajlagos talajellenállás mérése.
- MSZ 4851-3:1989 Érintésvédelmi vizsgálati módszerek. Védővezetős érintésvédelmi módok mérési módszerei.
- MSZ 4851-4:1989 Feszültségvédő kapcsolás.
- MSZ 4851-5:1991 Védővezető nélküli érintésvédelmi módok vizsgálati módszerei.
- MSZ 4851-6:1973 Érintésvédelmi vizsgálati módszerek. 1000 V-nál nagyobb feszültségű, erősáramú villamos berendezések különleges vizsg. előírásai.

## További információ
- Érintésvédelmi szabvány (angol)
- Az áram élettani hatása (angol)